# Cyathura pusilla
Cyathura pusilla är en kräftdjursart som beskrevs av Stebbing 1904. Cyathura pusilla ingår i släktet Cyathura och familjen Anthuridae. Inga underarter finns listade i Catalogue of Life.